# Малокутове рентгенівське розсіювання
Малокутове рентгенівське розсіювання, МРР (англ. small angle X-ray scattering, SAXS) — пружне розсіяння рентгенівського випромінювання на неоднорідностях речовини, розміри яких істотно перевищують довжину хвилі випромінювання, яка становить λ = 0,1—1 нм; напрямки розсіяних променів при цьому лише незначно (на малі кути) відхиляються від напрямку падаючого променя.
Теорія малокутового розсіяння рентгенівських променів була розпочата у 1938 році французом Анрі Гін'є.
Малокутова рентгенографія, заснована на МРР, дозволяє отримати найбільшу кількість інформації при вивченні мікрогетерогенної (мікрофазовою) структури. При цьому вона не вимагає спеціальної підготовки зразків.
Цей методом найчастіше використовується у вивченні:
- біологічно активних сполук (вивчається будова біологічних макромолекул і їх комплексів (білків, нуклеїнових кислот, вірусів, мембран тощо));.
- високомолекулярних сполук (полімерів) (досліджуються особливості укладання і загальні характеристики натуральних і синтетичних полімерів як у розчинах, так і у твердому стані);
- рідин і аморфних тіл (аналіз термодинамічних характеристик і кластерної структури рідин, флуктуації щільності і розділення фаз в аморфних тілах);
- полікристалічних і пористих речовин, сплавів, порошків (досліджуються різні характеристики дисперсної структури твердих тіл — межі розчинності в твердих розчинах, розміри наночастинок у порошку, пор у пористих речовинах, кристалітів у полікристалах, дефекти в металах, особливості магнітних систем).